# Sam Hunt (Footballspieler, 1951)
Samuel Kay „Sam“ Hunt (* 6. August 1951 in Longview, Texas, Vereinigte Staaten) ist ein ehemaliger US-amerikanischer American-Football-Spieler auf der Position des Linebackers. Er spielte sieben Jahre, sechs davon für die New England Patriots, in der National Football League (NFL).

## Leben
Hunt spielte College Football an der Stephen F. Austin State University. Er wurde im NFL Draft 1974 von den New England Patriots in der 15. Runde als 374. Spieler ausgewählt. Nach der Saison 1979 wechselte Hunt für eine letzte Spielzeit in der NFL zu den Green Bay Packers, für die er aber in der Regular Season nicht mehr zum Einsatz kam. Sein jüngerer Bruder Byron Hunt spielte ebenfalls in der NFL.